# Кривошеев, Антон Борисович
Антон Борисович Кривошеев (14 ноября 1989 года — 25 мая 2015 года) — российский спортсмен, чемпион мира и России по карате кёкусинкай (2012).

## Биография
Антон Кривошеев родился 14 ноября 1989 года. Его мать работала медсестрой, отец — водителем. Заниматься спортом начал с седьмого класса, пробовал свои силы в единоборствах, панкратионе, каратэ. В 2012 году на соревнованиях в Токио Кривошеев завоевал титул чемпиона мира по карате (до 65 кг) стиля кёкусинкай версии «IKO Matsushima». После победы в турнире Кривошеев начал тренерскую деятельность. Он обучал приёмам карате детей из Новосибирска в клубе «Единство» и в Алтайском крае. Помимо спорта занимался бизнесом. Каратист открыл молокоприёмник в алтайском селе Подойниково, расположенного в 250 километрах от Барнаула.

## Убийство
21 мая 2015 года Кривошеев примерно в 14:00 уехал из дома на своем автомобиле Porsche Cayenne. Последний раз он вышел на связь с родственниками в 14:35, позже трубку брать перестал, а к 21:00 телефон был отключён. Через некоторое время мужчина был объявлен в розыск. Помимо МВД, его поисками занимались добровольцы организации «ДоброСпас».
25 мая 2015 года тело Кривошеева с несколькими огнестрельными ранениями в области спины, упакованное в мусорный пакет, было найдено на свалке возле проезжей части недалеко от одного из садовых обществ в Октябрьском районе Новосибирска. Вскоре был задержан главный подозреваемый — 66-летний автослесарь Николай Лебедев, вскоре признавший свою вину. По данным следствия, Лебедев ремонтировал автомобиль Кривошеева, но спортсмен оказался недоволен его работой и между ними произошёл конфликт. Слесарь пять раз выстрелил в Кривошеева из пистолета «Веста» 6,35 калибра, после чего тот скончался, затем выбросил оружие, перегнал автомобиль потерпевшего на одну из парковок Новосибирска и избавился от трупа. Также, по словам Лебедева, Кривошеев не только оказался недоволен качественно выполненной работой, но ещё и вымогал у мастера деньги, поставив того «на счётчик»
В начале октября 2015 года Следственный комитет завершил расследование по делу. В марте 2016 года Николай Лебедев был признан виновным в убийстве Кривошеева, и приговорён к 12 годам лишения свободы.

### Альтернативные версии убийства
Друзья и родственники Лебедева утверждают, что тот не мог совершить такое преступление. Кроме того, есть другая версия убийства спортсмена, по которой к делу причастны его конкуренты по бизнесу.